# Jadwiga Beaupré
Jadwiga Beaupré z domu Klemensiewicz (ur. 23 października 1902, zm. 15 listopada 1984 w Krakowie) – polska lekarka, położnik, pionierka tworzenia szkół rodzenia w Polsce, podczas II wojny światowej żołnierz Armii Krajowej, powstaniec warszawski.

## Życiorys
Pochodziła z rodziny Zygmunta Klemensiewicza i Jadwigi z Sikorskich. W 1921 roku wyszła za mąż za Feliksa Beaupré, absolwenta Wydziału Rolniczego Uniwersytetu Jagiellońskiego (zm. w 1942 roku w KL Auschwitz), który został zarządcą zakupionego przez rodzinę żony majątku w Sygneczowie. Jadwiga Beaupré poświęciła się w tym czasie pracy społecznej, zakładając w majątku przedszkole, bibliotekę i koło gospodyń wiejskich. W latach 1930–1936 studiowała na Wydziale Lekarskim Uniwersytetu Jagiellońskiego zostając lekarzem. W 1938 roku uzyskała stopień naukowy doktora nauk medycznych.
Rozpoczęła pracę w szpitalu im. Gabriela Narutowicza w Krakowie. Po agresji niemieckiej we wrześniu 1939 roku pracowała w szpitalu Polskiego Czerwonego Krzyża przy ulicy Skarbowej. W 1940 roku została członkiem konspiracyjnego Związku Odbudowy Rzeczypospolitej, następnie Związku Walki Zbrojnej i Armii Krajowej, pod pseudonimem „Sikorska”. Po aresztowaniu i rychłej śmierci męża przeniosła się do Warszawy, gdzie była między innymi kierowniczką sekretariatu szefa sztabu Armii Krajowej, generała Tadeusza Pełczyńskiego, używając pseudonimu „Malina” i awansując do stopnia kapitana. Wzięła udział w powstaniu warszawskim, kierując punktem łączności. Po jego upadku znalazła się w niewoli niemieckiej, organizowała pomoc lekarską w obozach jenieckich w Lamsdorfie i Zeithain.
Po zakończeniu wojny powróciła do Krakowa i pracy w szpitalu im. Narutowicza. Od 1953 roku pracowała w szpitalu im. Stefana Żeromskiego w Nowej Hucie, w 1956 roku zakładając tam Izbę Porodową, a w jej ramach jedną z pierwszych w Polsce szkół rodzenia, której tradycja jest kontynuowana przez Szkołę Rodzenia im. Jadwigi Beaupré krakowskiego Szpitala na ul. Siemiradzkiego. Stworzyła również Poradnię Świadomego Macierzyństwa. Była autorką między innymi książek: Macierzyństwo. Książka dla kobiet w ciąży o przygotowaniu do porodu i pielęgnacji niemowlęcia, Seksualne ABC mężczyzny i Jak zapobiegać ciąży. Później pracowała także w Miejskim Ośrodku Matki i Dziecka w Krakowie. 
Zmarła w Krakowie, pochowana na cmentarzu Salwatorskim (sektor SC12-E-8).

## Ordery i odznaczenia
- Krzyż Kawalerski Orderu Odrodzenia Polski
- Krzyż Walecznych (dwukrotnie)
- Medal Wojska
- Złota Odznaka „Za Pracę Społeczną dla miasta Krakowa” (1972)[2]

## Upamiętnienie
Od 1998 roku jej imię nosi Szkoła Podstawowa w Sygneczowie.